# 1-я Котор-Варошская лёгкая пехотная бригада
1-я Котор-Варошская лёгкая пехотная бригада (серб. Прва которварошка лака пешадијска бригада) — пехотное подразделение Вооружённых сил Республики Сербской, воевавшее в годы гражданской войны в Югославии в составе 1-го Краинского армейского корпуса Республики Сербской.

## Состав
В бригаде насчитывалось около 1000 солдат, в том числе 90 старших и младших офицеров. Помимо пехотного тяжёлого оружия, куда входили четыре 60-мм и одиннадцать 82-мм миномётов, а также четыре безоткатных орудия, в распоряжении бригады были 76-мм противотанковая пушка ЗИС, 40-мм зенитная пушка и зенитное орудие калиброа 20/3. Несмотря на небольшую численность бригады, её основным преимуществом был опытный командный состав.

## Боевой путь
Бригада базировалась в Котор-Вароше. Во время обороны территории общины бригада действовала вместе со 2-м батальоном Кнежевской бригады, позднее она обороняла целую территорию общины площадью в 570 км². Входила в состав 9-й оперативной группы Влашича. За время боевых действий бригада потеряла 109 человек убитыми и 363 ранеными.